# Castell de la Roca de Pelancà
El castell de la Roca de Pelancà és un poble fortificat i setial de murs dalt d'un penyal situat a la Roca de Pelencà, entitat de població del municipi de Vilallonga de Ter (Ripollès), que es formà al voltant de l'antic castell. A l'alta vall del riu Ter i prop del camí que va de Camprodon a Setcases, aparegueren, després de l'any 1000 i en el procés de feudalització de la societat, un castell al Catllar i un altre a la Roca de Pelancà. Fortificacions petites, no gaire més que una casa forta però ben situades damunt de penyes des de les quals es podia controlar fàcilment el pas. És un edifici declarat bé cultural d'interès nacional.

## Descripció
El poblat de la Roca de Pelencà (o Palencà), o simplement "la Roca", és el poblat situat a uns 2 km al sud de Vilallonga i a 1040 m d'altitud. El caseriu s'escalona en un característic penyal -"la Roca"- que presideix l'aiguabarreig de la riera d'Abella amb el riu Ter. Del castell no en roman quasi res, tan sols un mur de carreuat regular. La situació orogràfica feia l'indret fàcilment defensable. Resta la petita església romànica i ha desaparegut, en part, un portal que anys enrere constituïa l'accés al poble, com ho devia haver estat del castell, pujant pel caminet de drecera. Del 1310 hi ha esment del "castrum" o "forciam de Ruppe Pelonchano". Decaigué el castell amb l'aparició de l'artilleria de projectils explosius. L'esglesiola era dedicada a la Mare de déu de Pelencà; actualment rep l'advocació de la mare de Déu de la Pietat.

## Història

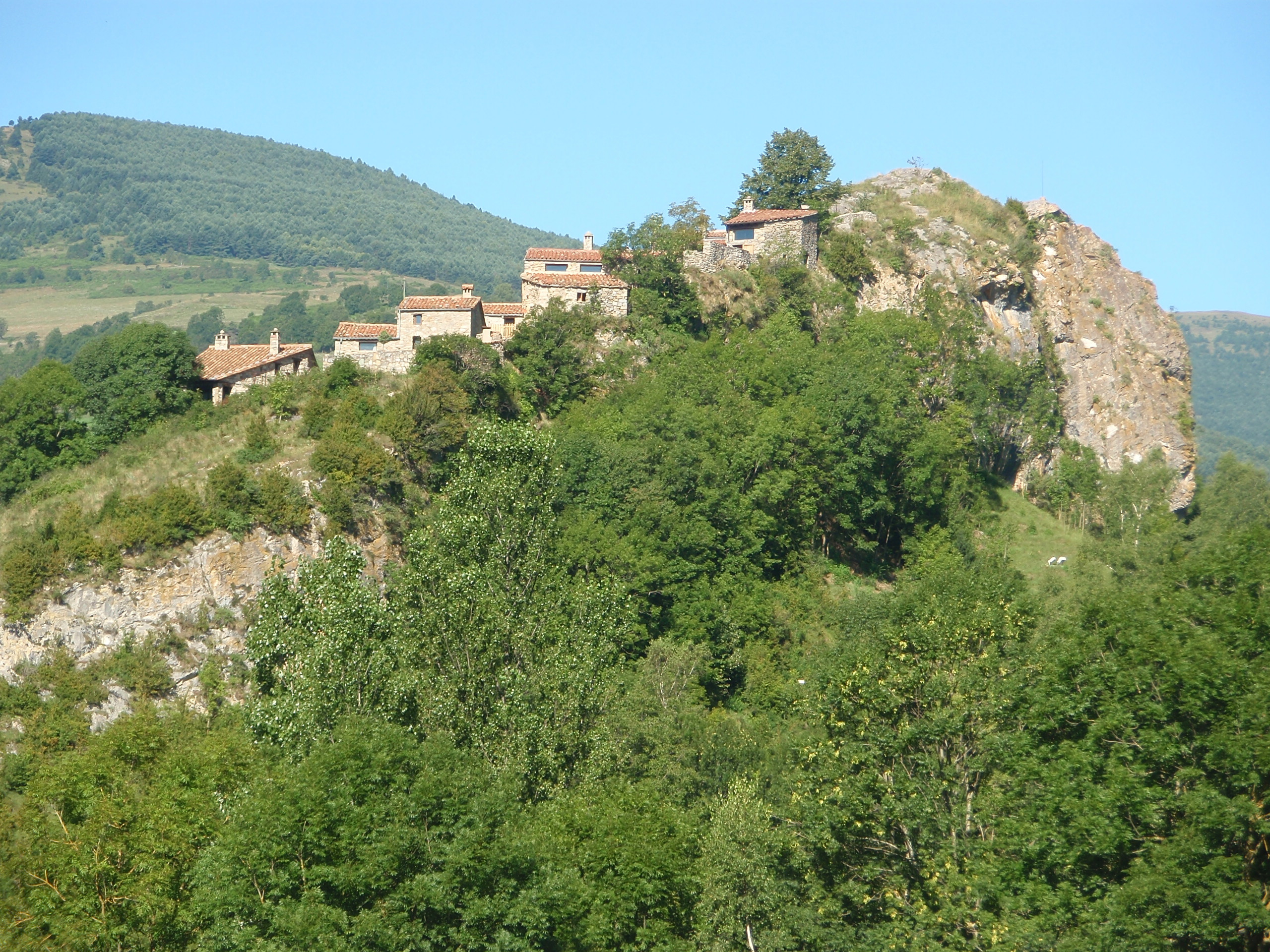
Nucli de la Roca

Aquest castell es trobava al comtat de Besalú, encara que en algun moment estigué en poder del comte de Cerdanya no se sap si per apropiació o pertinença. El terme del castell comprenia l'actual poble de La Roca i la major part de l'actual poble de Llanars, excepte Espinalba que depenia del castell de Catllar. L'any 1060 en tenim la primera notícia en un plet que enfronta el comte Ramon Guifré de Cerdanya amb el seu vassall, el vescomte Bernat de Cerdanya. El comte l'hi retreu al seu vassall que per la seva mala guarda s'havia perdut «ipsum castrum de Pellencha» que el comte de Besalú havia recuperat per la força.
Després d'aquesta notícia, s'esmenten uns possibles senyors de la Roca de Pelancà; Guillem Ramon (1067-1069), Ademar Ramon (1090-1096), Ramon Ademar (1118). Segurament el més versemblant seria que el castell de la Roca de Pelancà formés part de la dotació dels vescomtes de Besalú a través del castell del Catllar i que els vescomtes n'infeudaren la castlania a algú diferent del castlà de Catllar. L'any 1244 el castell es troba en mans de Ramon de Milany, senyor del castell de Rocabruna que, per aturar-ne el despoblament, atorgà als habitants de la Roca diverses franqueses que no inclouen el dret del remença.
L'any 1258 Ramon de Milany deixa en el seu testament el castell de la Roca de Pelancà en alou al seu fill Pere i el castell de Rocabruna al seu fill Ramon mentre que nomenava Ramon d'Urtx tutor dels seus fills i hereu de la força (fortificació) de Pelancà si els fills morien sense descendència cosa que degué succeir doncs Beatriu, mullar de Ramon de Milany impugnà el testament i l'any 1262 el rei Jaume I ordenà a Ramon d'Urtx que retornés a la vídua la possessió dels dos castells. Els drets passaren a la filla de Beatriu, Esclarmunda i, el 1310, al fill d'aquesta, Ramon Desbac.
El fogatge de l'any 1358, esmenta a Bernat de Sau (o So) com a senyor de la Roca. El domini dels So, vescomtes d'Évol, perdurarà fins a finals del s. XVI que passà a Estefania de Requesens que, el 1607, el deixa en testament als frares dominicans de Girona que entre 1617 i 1521 el vengueren a Lluis Descatllar, unint-se amb el terme del castell del Catllar. A finals del s. XVIII, ambdós castells passaren a formar part per casament del patrimoni dels comtes de Santa Coloma.
El castell de la Roca de Pelancà esdevé cap de la capitania de tota la vall durant la guerra civil entre la Generalitat i el rei Joan II, l'anomenada Guerra dels Remences, en la segona meitat del s. XV, i després, encara fou centre d'una important activitat guerrillera contra els francesos que des del final de la guerra civil continuaven ocupant les terres rosselloneses.
Posteriorment, el castell anà caient en declivi fins a quedar només unes poques filades de carreus d'algun pany de paret entremig de les cases arrelades a la roca on s'aixecava la fortalesa.